# USS Indiana (BB-1)
USS Indiana (BB-1) – amerykański pancernik należący do generacji przeddrednotów z okresu przed i I wojny światowej. Okręt był pierwszą jednostką typu Indiana.

## Historia
Projekt nowych dużych okrętów klasyfikowanych jako pancerniki lub pancerniki obrony wybrzeża został opracowany przez głównego konstruktora stoczni William Cramp and Sons pułkownika Lewisa Nixona.
Stępka pod pierwszy okręt tego typu USS „Indiana” została położona w filadelfijskiej stoczni 7 maja 1891. Wodowanie nastąpiło 28 lutego 1893, wejście do służby 20 listopada 1895. Po zakończeniu prac wyposażeniowych w Philadelphia Naval Shipyard jednostka uczestniczyła w ćwiczeniach u wybrzeży Nowej Anglii.
Po wybuchu wojny amerykańsko-hiszpańskiej w kwietniu 1898 okręt wszedł w skład sił admirała Williama T. Sampsona, mających przeciwstawić się hiszpańskiej eskadrze okrętów dowodzonej przez kontradmirała Pascuala Carvera. 12 maja 1898 USS „Indiana” ostrzeliwał port San Juan. 18 maja wrócił do Key West, by wraz z eskadrą obstawiać Hawanę. Po tym jak odkryto, że Cervera jest w Santiago de Cuba, admirał Sampson dołączył 1 czerwca do Winfielda Schleya w pobliżu tego portu i wziął udział w blokadzie. Pod koniec czerwca jednostki armii amerykańskiej dotarły do Santiago. Cervera widział, że jego sytuacja staje się coraz cięższa, więc 3 lipca 1898 rozpoczął swój atak z Santiago. Miał nadzieję, że wyminie amerykańskie okręty blokady. „Indiana” nie dołączył do początkowego pościgu z powodu swojej pozycji wysuniętej najbardziej na wschód wśród okrętów blokady. Był jednak w pobliżu wejścia do portu, gdy niszczyciele „Pluton” i „Furor” wychodziły z portu. W krótkim czasie oba okręty zostały zniszczone przez działa pancernika i innych jednostek. W tym czasie pozostałe hiszpańskie okręty zostały zatopione bądź wyrzucone na brzeg. Było to jedno z dwóch głównych morskich starć tego konfliktu.
Po wojnie USS „Indiana” wrócił do swojej poprzedniej służby składającej się z ćwiczeń i manewrów floty. Odbywał także rejsy szkoleniowe z podchorążymi (ang. midshipman) United States Naval Academy, 29 grudnia 1903 został wycofany ze służby.
Ponowne wejście do służby miało miejsce 9 stycznia 1906, kiedy to okręt wszedł w skład Eskadry Szkolnej Akademii Morskiej (ang. Naval Academy Practice Squadron). Jako okręt szkolny odwiedzał porty w rejonie Europy północnej i Morza Śródziemnego. 22 czerwca 1911 w Queenstown w Irlandii odpalił salut z 21 dział, by uhonorować koronację króla Jerzego V. Okręt został ponownie wycofany ze służby 23 maja 1914. W związku z trwającą I wojną światową „Indiana” ponownie weszła do służby jako okręt szkolny wykorzystywany do szkolenia artylerzystów w pobliżu Tompkinsville i York River. Po zakończeniu I wojny światowej okręt został wycofany ze służby 31 stycznia 1919. 29 marca 1919 zmieniono mu nazwę na „Coast Battleship Number 1" aby zwolnić nazwę dla nowo budowanego pancernika USS „Indiana” (BB-50). Okręt został zatopiony jako okręt-cel przy testowaniu nowych metod ataków lotniczych w listopadzie 1920. Wrak sprzedano na złom 19 marca 1924.